# Jon Olof Åberg
Jon Olof Åberg (* 2. Juli 1843 in der Gemeinde Ås, Kalmar län; † 20. Mai 1898 in Stockholm) war ein schwedischer Schriftsteller, der mit seinen romantisierenden Erzählungen über die schwedische Geschichte eine gewisse Bekanntheit erlangte.

## Leben
Åbergs Vater Olaus Åberg war Pfarrer der Gemeinde Förlösa und mit Anna Maria Bonell verheiratet. Der aufgeweckte Junge interessierte sich früh für die vaterländische Geschichte. Nach dem Besuch der Elementarschule versuchte er sich als Verfasser historischer Romane und Novellen. Als er sich in den 1860er Jahren in Stockholm niedergelassen hatte, veröffentlichte er auf diesem Gebiet eine Reihe von Werken geringen Umfangs. Die leicht zu lesenden, für die Allgemeinheit geschriebenen, frischen Erzählungen behandelten die einfachen Motive auf eine spannungserzeugende Art und Weise, so dass sie einen nicht unbedeutenden Leserkreis ansprachen und in mehreren Auflagen erschienen. Seine Sujets umfassen beispielsweise den Engelbrektschen Befreiungskrieg, die schwedische Großmachtzeit oder den Russisch-Schwedischen Krieg (1808–1809).

## Werke (Auswahl)
- Carl XV:s skyddsling (1872)
- Hjeltarne Jr ån Savolaks (1875)
- Baner i säcken (1876)
- Karl XILs värja (1878)
- Snapp-hanarne (1882)
- Svenskarne på Hammershuus (1882)
- Om tiden (1890)
- Filosofisk sedelära (I, II, 1893)
- Gengangere (1882)
- Om darwinismens betydelse för sedliga och religiösa frågor (1881)
- I äktenskapsfrägan (1883)
- Svenska bragder, skildrade för folket. (1883–84)
- Olika dagrar, religiösa samtal upptecknade af Amicus Veritatis (1884)
- Mannens akten-skapsålder af Styrbjörn Starke (1888)
- Stat och kyrka (1890)
- Carl Pontus Wikner. Hans lef nåd och läror (1889)
- Fyra föreläsningar i Göteborg (1891)